# 亀頭山城
亀頭山城（きとうさんじょう）、または亀頭城（きとうじょう）は、宮崎県西臼杵郡高千穂町大字河内字染田にあった安土桃山時代の日本の城。三田井氏勢力下の山城で「高千穂48塁」の1つ。

## 概要
九州山地奥部の、宮崎県・熊本県境に近く、国道325号に面した標高560メートルの山頂部に位置する。城跡の山の周囲は渓谷に囲まれ、西側から南側山麓にかけては下切川が、北側から東側山麓にかけては河内川が流れ、南東山麓で両川が合流する。北西側のみ尾根に連なっており、この尾根筋を3条の堀切で遮断して城域を区画している。曲輪は最高所（560メートル）の三日月形の平坦面と、1段低くやや広い平坦面の2段構えとなっており、城域は南北約200メートル×東西約500メートルを測る。曲輪の端部数ヵ所に櫓台と見られる突出がある。
築城時期は天正年間（1573年-1592年）とされる。三田井氏の「高千穂48塁」の1つで、家臣の甲斐将監惟房が守備に当たっていたが、文禄元年（1592年）から松尾城主・高橋元種が三田井親武への攻撃を開始し、当城もその後攻め落されたと伝わる。
なお、亀頭山城跡周囲の山にも複数の城郭（砦）遺構がみられ「太鼓台」「古城」「下の城」と呼ばれる。